# گانا سیوکالو
گانا سیوکالو (انگلیسی: Ganna Siukalo؛ زادهٔ ۱۲ سپتامبر ۱۹۷۶) بازیکن هندبال اهل اوکراین است.